# Федорченко, Филипп Семёнович
Филипп Семёнович Федорченко — советский хозяйственный, государственный и политический деятель, старший ветеринарный врач совхоза имени 1-го Мая Министерства совхозов СССР, Горловский район Сталинской области, Украинская ССР. Герой Социалистического Труда.

## Биография
Родился в 1911 году в селе Яновка. Член КПСС.
С 1927 года — на хозяйственной, общественной и политической работе. В 1927—1960 гг. — колхозник, зоотехник в Киевской области, участник Великой Отечественной войны, командир батареи 1221-го гаубичного артиллерийского полка РГК, 117-й гаубичной артиллерийской бригады 10-й артиллерийской дивизии РГК, старший зоотехник свиноводческого совхоза имени 1 Мая Министерства совхозов СССР, Артёмовский район Сталинской области.
Указом Президиума Верховного Совета СССР от 24 сентября 1949 года удостоен звания Героя Социалистического Труда за «получение высокой продуктивности животноводства в 1948 году» с вручением ордена Ленина и золотой медали «Серп и Молот».
Этим же Указом званием Героя Социалистического Труда был награждён старший ветеринарный врач совхоза Иосиф Соломонович Пурисман.
Умер до 1985 года.